# Diego Rico
Diego Rico Salguero (ur. 23 lutego 1993 w Burgos) – hiszpański piłkarz występujący na pozycji obrońcy w hiszpańskim klubie Getafe CF, na wypozyczeniu z Realu Sociedad.